# Tagante
Tagante (franska: Tagante (CR), Tagante (Commune Rurale), arabiska: افران أطلس الصغير) är en kommun i Marocko.   Den ligger i provinsen Guelmim och regionen Guelmim-Oued Noun, i den centrala delen av landet, 600 km söder om huvudstaden Rabat. Antalet invånare är 3 011.